# Cabeza de perro
Pour plus de détails, voir Fiche technique et Distribution.
Cabeza de perro est un film espagnol réalisé par Santi Amodeo, sorti en 2006.

## Synopsis
Samuel, atteint de schizophrénie, est surprotégé par sa famille. Un jour, il rencontre Consuelo.

## Fiche technique
- Titre : Cabeza de perro
- Réalisation : Santi Amodeo
- Scénario : Santi Amodeo
- Musique : Santi Amodeo et Enrique De Justo
- Photographie : Alex Catalán
- Montage : José M. G. Moyano
- Production : José Antonio Félez
- Société de production : Tesela PC et La Zanfoña
- Pays :  Espagne
- Genre : Drame
- Durée : 91 minutes
- Dates de sortie : 
  -  Espagne : 6 octobre 2006

## Distribution
- Juan José Ballesta : Samuel
- Adriana Ugarte : Consuelo
- Manuel Alexandre : Angelito
- Julián Villagrán : Eduardo
- Ana Wagener : Rosa
- Jordi Dauder : le père de Samuel
- Cristina de Inza : la mère de Samuel
- Ana Gracia : la mère de Consuelo
- Mariano Peña : le père de Consuelo
- Juanma Lara : le fils d'Angelito
- Héctor Mora : Pitbull
- Natalia Moreno : Susi
- Alex O'Dogherty : Domingo / le narrateur
- Jons Pappila : Drazen
- Jimmy Roca : Moobi
- Jorge Roelas : Agustín

## Distinctions
Le film a été nommé au prix Goya du meilleur espoir féminin pour Adriana Ugarte.